# NaCestu
NaCestu je název českého vlastivědného časopisu, v němž vycházejí články o turistických zajímavostech v Česku i blízkém příhraničí. V tištěné podobě poprvé vyšlo 22. prosince 2016 (číslo 2017/1).  
Jedná se o celobarevný měsíčník, respektive ročně vychází 10 čísel (dvouměsíční přestávka přes léto (dvojčíslo 7-8) a před Vánoci (dvojčíslo 11-12)). Vydavatelem časopisu je Vlastivědný ústav, z. ú., nezisková instituce, která vznikla za účelem šíření vlastivědného povědomí o Česku. Šéfredaktorkou je Svatava Pátková. Redakce a část autorů spolupracuje s Toulavou kamerou České televize. Dílem redakce a autorů NaCestu jsou též texty každodenního pořadu Na cestách s Rádiem Blaník a Miroslavem Táborským. 
Navazující částí projektu NaCestu je webový vlastivědný portál www.nacestu.cz, na němž jsou v elektronické podobě k dispozici nejen články z tištěné verze s větším množstvím fotografií, ale také další vlastivědné články autorů publikujících v časopisu. Celkový počet dostupných článků k 28. 1. 2023 byl 2252. Portál získal za rok 2016 ocenění Prix non pereant – Média na pomoc památkám v kategorii internet. Tuto soutěž organizuje Syndikát novinářů České republiky a občanské sdružení Pro Bohemia. 
9. ledna 2018 převzal člen týmu Jaroslav Vála Čestné uznání za články v časopisu NaCestu, a to v novinářské soutěži Vysočiny Péče o naše památky 2017.

## Redakce a přispěvatelé
- Šéfredaktorka: Mgr. Svatava Pátková
- Grafická úprava a sazba: Hana Lehmannová, Veronika Pálková
- Fotokorekce: Ondřej Fiala
- Tisk: IRBIS Liberec

##### Přispěvatelé
- Kateřina Adámková
- Mgr. Miroslava Bezrouková
- Roman Hartl
- Michal Hejna
- Václav Hieke
- Jakub Hloušek
- Edward Chmiel
- Břetislav Koč
- Josef Kosák
- Mgr. Tomáš Lejsek
- Ing. Václav Lopata
- Mgr. Lukáš Nekolný
- Tomáš Maleček
- Ing. Rostislav Novák
- Jan Pásler
- Vít Pátek
- Mgr. Svatava Pátková
- Jan Pförtner
- RNDr. Zdeněk Prášil
- Bc. Roman Šulc
- Dagmar Šumberová
- Jaroslav Vála
- Jan Vítek
- Ivan Vobr